# Хитра Юлія Петрівна
Хитра Юлія Петрівна (11 вересня 1989) — білоруська плавчиня.
Учасниця Олімпійських Ігор 2012, 2016 років.
Призерка Чемпіонату Європи з плавання на короткій воді 2012, 2017 років.